# Basilique de la Nativité-de-la-Vierge de Gietrzwałd
La basilique de la Nativité-de-la-Vierge de Gietrzwałd est une église construite à Gietrzwałd en Pologne, avant le XVe siècle. Elle a été agrandie plusieurs fois jusqu'à la fin du XIXe siècle quand l'architecte Arnold Güldenpfennig (de) lui a donné sa forme définitive.
Cette église est connue pour être un lieu de dévotion mariale sous le nom de Notre-Dame de Gietrzwałd, à la suite de l'installation d'une icône au XVIe siècle dans l'église. Ce culte « local » prend une ampleur nationale en 1877, après les apparitions mariales qui se produisent à peu de distance de l'église. Au cours du XXe siècle, le pape et le Vatican accordent des marques de reconnaissance à ce sanctuaire polonais en autorisant le couronnement canonique de l'icône en 1967, puis en élevant au rang de basilique mineure le sanctuaire, en 1970.

## Historique

### DuXVesiècleauXVIIIesiècle
La date de la construction de la première église à Gietrzwałd n'est pas connue. La première trace historique d'un lieu de culte remonte aux années 1404-1409 : le prêtre de Gietrzwałd était le P. Jan Sterchen. Cela signifie qu'il y avait probablement une église ou une chapelle dans le village à cette époque. La première église pour laquelle des informations écrites sont parvenues jusqu'à nous est celle de la consécration par Mgr Jan Wilde, évêque du lieu, le 31 mars 1500 de l'édifice (reconstruit ou agrandi ?). L'église était construite dans le style gothique en brique, avec une unique nef et une base en pierres locales. Le plafond était plat et fait de bois. Une tour, dont la partie supérieure était en bois, était construite sur le côté ouest. L'église était dédiée à la « Nativité de la Bienheureuse Vierge Marie ». Plus tard, cette même église a été consacrée à saint Jean l'évangéliste et les apôtres saint Pierre et saint Paul. Le 20 septembre 1580, Mgr Marcin Kromer a consacré le maître-autel.
À la fin du XVIe siècle, l'église est rénovée et reconstruite dans le style Renaissance — les fenêtres ogivales ont ensuite été remplacées par des fenêtres rectangulaires.

### AuXIXesiècle
Au cours du XIXe siècle, les pèlerinages augmentent et l'église existante devient trop petite pour accueillir le flux des pèlerins. Une première extension et une rénovation ont eu lieu dans les années 1863–1869, par le Père Józef Jordan, curé de la paroisse.
Les apparitions mariales, en 1877, augmentent encore la fréquentation du sanctuaire et poussent le nouveau curé, le père P. Augustin Weichsel, à réaliser une nouvelle extension du sanctuaire dans les années 1878-1884. Cet agrandissement de l'église est réalisé selon les plans d'Arnold Güldenpfennig qui va donner à l'église sa forme actuelle.
L'architecte est l'auteur de nombreux édifices religieux en Allemagne au cours de la seconde moitié du XIXe siècle. Son projet prévoit l'agrandissement de l'église dans le style gothique nord-allemand. À cette époque, le chœur de l'église est agrandi trois fois et un transept avec galeries est ajouté à l'église, ce qui lui donne la forme d'une croix latine au lieu de l'ancien plan rectangulaire. Le toit à pignon est recouvert de tuiles de céramique. Une nouvelle tour carrée en brique de trois étages est également érigée, recouverte d'un haut dôme pyramidal. En 1885, la tour est équipée d'une horloge et trois cloches. Sur les côtés nord et sud, adjacentes au corps de l'église, se trouvent des chapelles de deux étages se terminant par des absides semi-circulaires, couvertes d'un toit semi-conique. L'intérieur est principalement néo-gothique. Les polychromes de la nouvelle partie de l'église ont été réalisés par des artistes de Cracovie, dont Alexandre Trojkowicz (pl).
En 1884 un orgue est ajouté à l'église.

### Après les apparitions
Les apparitions mariales de 1877 entraînent un afflux de pèlerins et une augmentation des pèlerinages dans les années suivantes. Déjà le 16 septembre 1877, lors de la dernière apparition mariale, 15 000 personnes s'étaient massées autour des deux voyantes pour assister à l'apparition mariale.
Ce nouvel afflux de pèlerins pousse le nouveau curé, le père P. Augustyn Weichsel, à réaliser une nouvelle extension du sanctuaire dans les années 1878-1884. Dans cette période, le presbytère lui aussi est agrandi trois fois.
Cet agrandissement de l'église est réalisé selon les plans d'Arnold Güldenpfennig, auteur de nombreux édifices religieux en Allemagne au cours de la seconde moitié du XIXe siècle. C'est lui qui va donner à l'église sa forme actuelle. Le projet de Güldenpfennig consiste en l'agrandissement de l'édifice dans le style gothique nord-allemand. Un transept avec galeries a été ajouté, ce qui a donné à l'église la forme d'une croix latine au lieu de l'ancien plan rectangulaire. Le toit à pignon était recouvert de tuiles de céramique. Une nouvelle tour carrée en brique de trois étages a également été érigée, recouverte d'un haut dôme pyramidal. En 1885, la tour est équipée d'une horloge et trois cloches.

### AuXXesiècle
En 1945, les chanoines réguliers du Latran sont affectés à la garde et gestion du sanctuaire.
Le 2 février 1970, le pape Paul VI érige l'église au rang de basilique mineure.

## Le culte marial

### Avant les apparitions

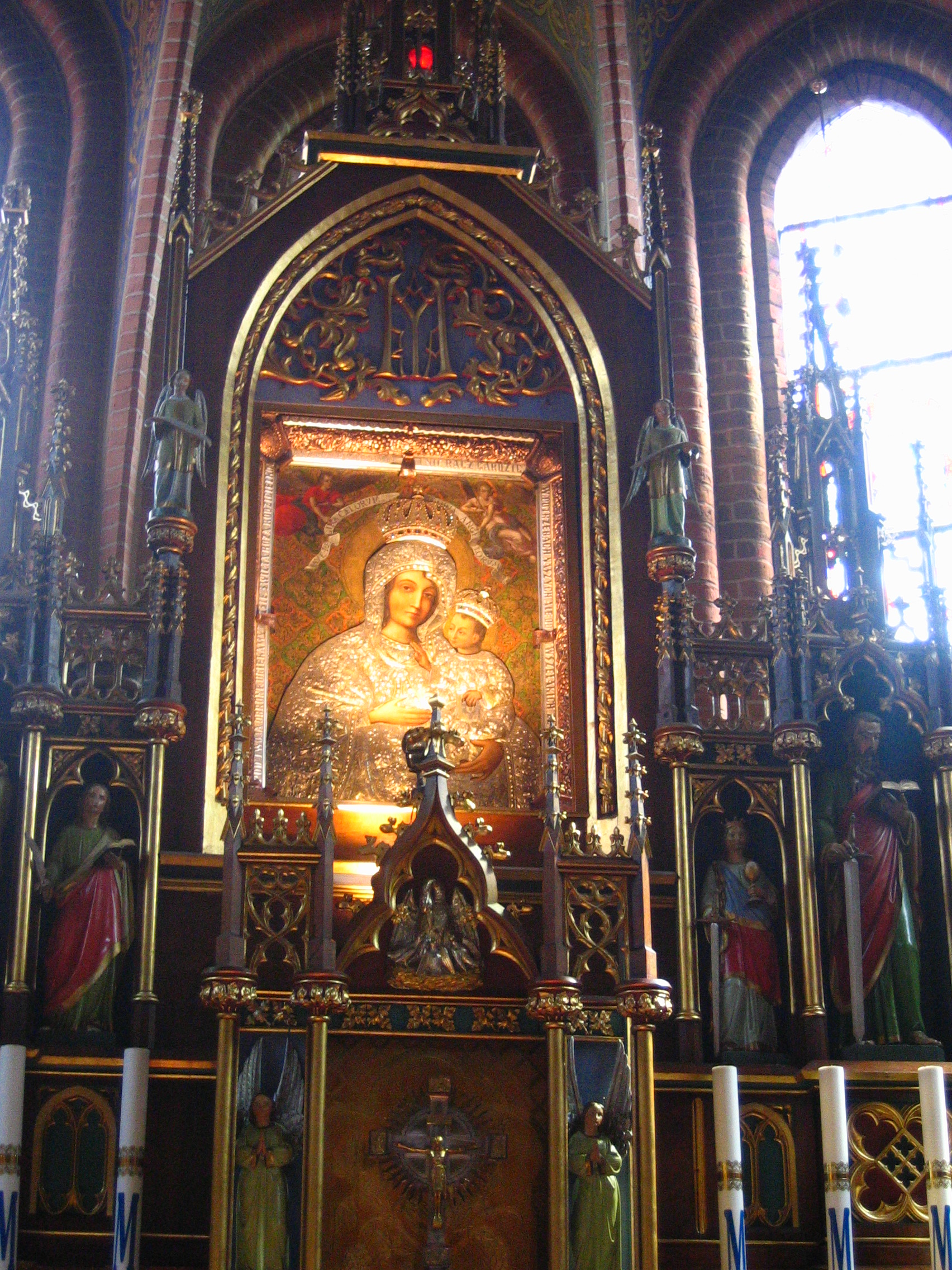
Image de la Vierge à l'Enfant vénérée dans le sanctuaire.

Le culte marial s'est développé très tôt à Gietrzwałd. Il était associé à l'image de Notre-Dame de Gietrzwałd, qui se trouvait dans le maître-autel de l'église depuis 1505, première date à laquelle elle était mentionnée dans l'inventaire paroissial. C'est une peinture de type Odigitria, représentant la Mère de Dieu en demi-silhouette, recouverte d'un manteau bleu foncé, tenant l'Enfant-Jésus dans une robe rouge avec sa main gauche. Le Christ la bénit de sa main droite et de la gauche soutient un livre. Sur le bord supérieur du tableau, il y a un ruban tenu par deux anges avec les deux premières lignes de l'antienne : (la) « Ave Regina Cœlorum / ave domina angelorum ».
La peinture est un tableau noir, peint sur une base de craie avec un ornement floral en arrière-plan. Les premières informations sur la peinture et sur le culte ont été rédigées par l'évêque Mgr Martin Kromer en 1583. Les actes de visite ultérieurs ont montré que le culte jusqu'au milieu du XIXe siècle était de caractère local.
En 1717, le tableau était orné de couronnes en argent. La robe de la Madone a été confectionnée par Michał Bartolomowicz d'Olsztyn, et la robe de l'Enfant-Jésus a été confectionnée par Jan Geese, un orfèvre d'Olsztyn.
Au début du XXe siècle, le tableau est placé dans un maître-autel de style néo-gothique. Dans les années 1964-1965, le tableau fait l'objet d'une restauration.

### Les apparitions de 1877
Du 27 juin au 16 septembre 1877. Deux jeunes filles disent voir la Vierge Marie sur un érable proche de l'église. Au total on estime que plus de 160 apparitions mariales sont répertoriées.
Les apparitions ont fait l'objet d'une enquête par les autorités ecclésiales avant même la fin des apparitions. Ces apparitions sont survenues dans un contexte de forte tension entre l'autorité politique de l'Empire allemand et les autorités de l'Église catholique polonaise. La mise en place de la Kulturkampf, politique ayant pour objectif de germaniser cette région riche en population polonaise rendait très difficile le dialogue et causait l'expulsion de nombreux religieux, prêtres voire évêques.
Selon les voyantes, la Vierge invite les fidèles à prier le chapelet chaque jour pour que l’Église de Pologne ne soit plus persécutée par les autorités politiques. Sur le plan politique, ces apparitions contribuent « à un renouveau du sentiment national polonais » et sur le plan religieux, elles entraînent « une renaissance de la vie religieuse » et un développement du culte marial sur les terres polonaises,.
Malgré une enquête canonique favorable, l'évêque de Warmie ne prononce pas de reconnaissance officielle des apparitions et laisse le culte se développer sans intervenir. Ce n'est qu'un siècle plus tard que l’Église approuve officiellement les apparitions, lors d'une grande célébration, le 11 septembre 1977, en présence de grandes figures de l'épiscopat polonais.

### Du milieu duXIXesiècleà nos jours

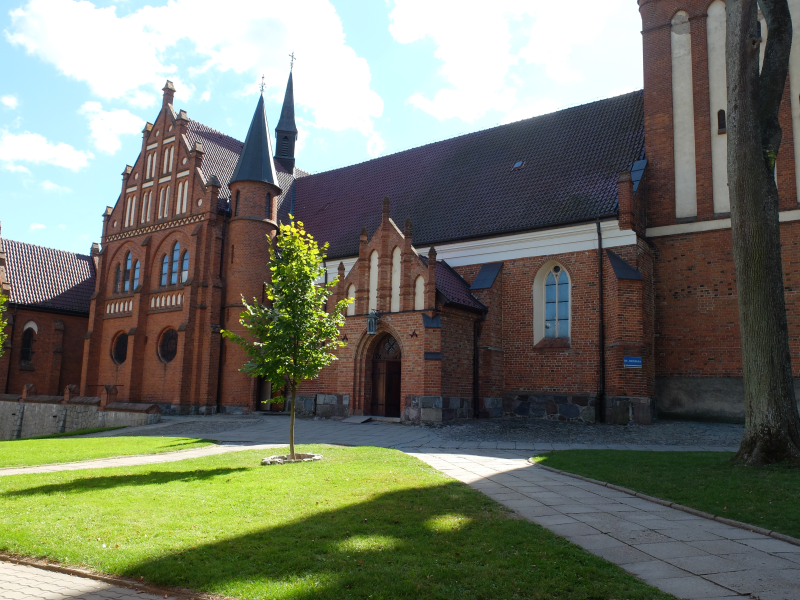
Basilique de la Nativité-de-la-Vierge de Gietrzwałd.

Les apparitions mariales de 1877 entraînent un afflux de pèlerins et une augmentation des pèlerinages dans les années suivantes. Déjà le 16 septembre 1877, lors de la dernière apparition mariale, 15 000 personnes s'étaient massées autour des deux voyantes pour assister à l'apparition mariale.
Ce nouvel afflux de pèlerins pousse le nouveau curé, le père P. Augustyn Weichsel à réaliser une nouvelle extension du sanctuaire dans les années 1878-1884.
Le 10 septembre 1967, au nom du pape Paul VI, les cardinaux Stefan Wyszyński et Karol Wojtyła, couronnent solennellement l’image sacrée vénérée dans l'église.
Le 2 février 1969, un autre couronnement eut lieu après la découverte des couronnes volées.

## Description

### La basilique
L'église est construite en brique rouge, dans le style gothique nord-allemand du XIXe siècle. Son plan est de forme d'une croix latine avec une nef et un transept. Le toit à pignon est recouvert de tuiles de céramique. Une tour carrée en brique de trois étages est recouverte d'un haut dôme pyramidal. Depuis 1885, la tour est équipée d'une horloge et de  trois cloches.
Sur les côtés nord et sud, adjacentes au corps de l'église, se trouvent des chapelles de deux étages se terminant par des absides semi-circulaires, couvertes d'un toit semi-conique. L'intérieur est principalement néogothique. Les polychromes de la nouvelle partie de l'église ont été réalisés par des artistes de Cracovie, dont Alexandre Trojkowicz (pl).
Un orgue est installé au fond de la nef, au premier étage.

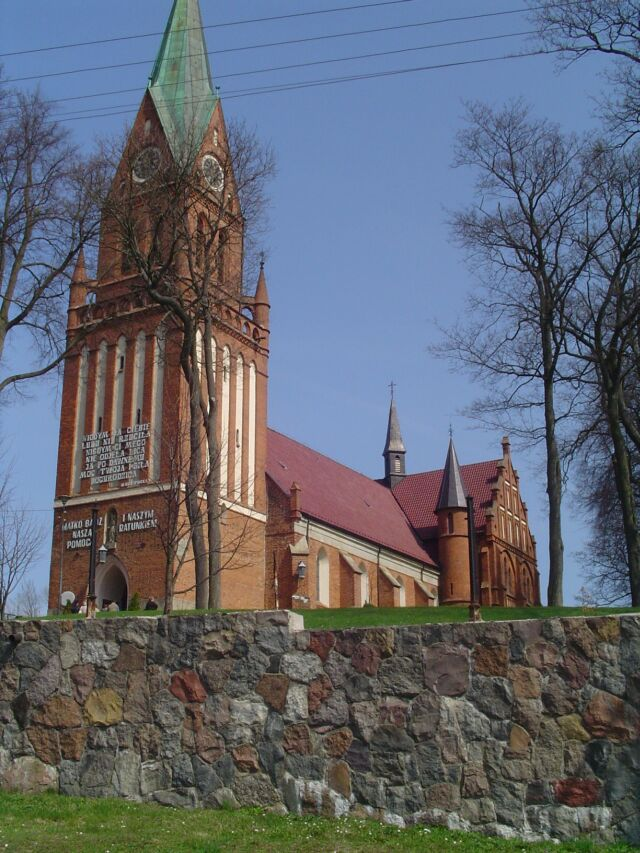
Vue extérieure de l'église.
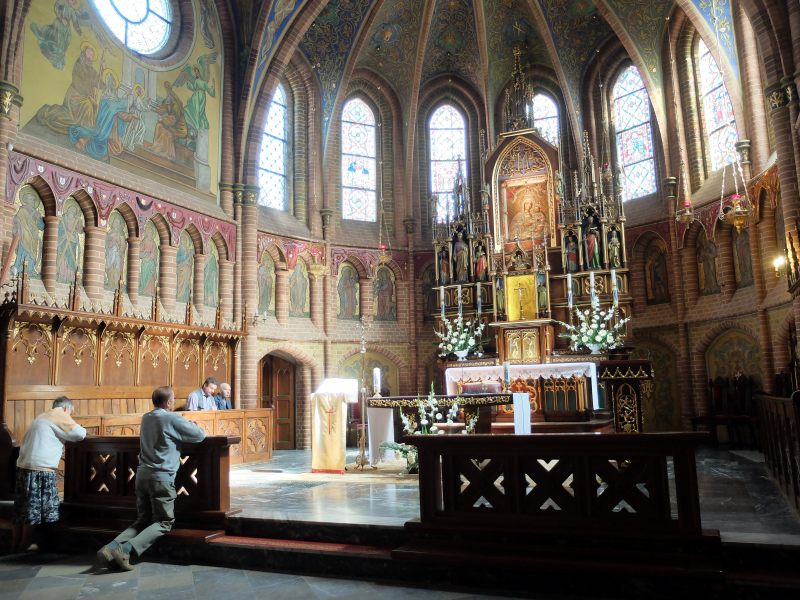
Le chœur, avec l'icône vénérée de la Vierge.
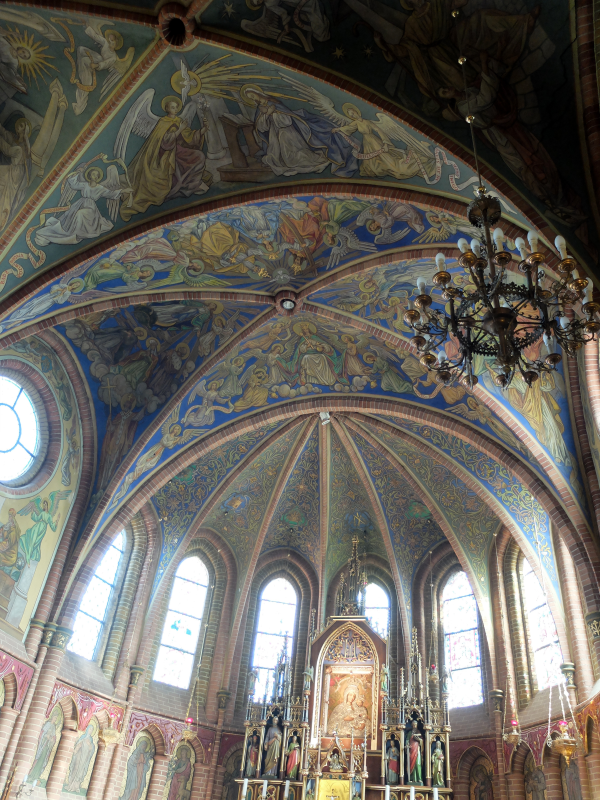
Vue des plafonds du chœur de l'église.
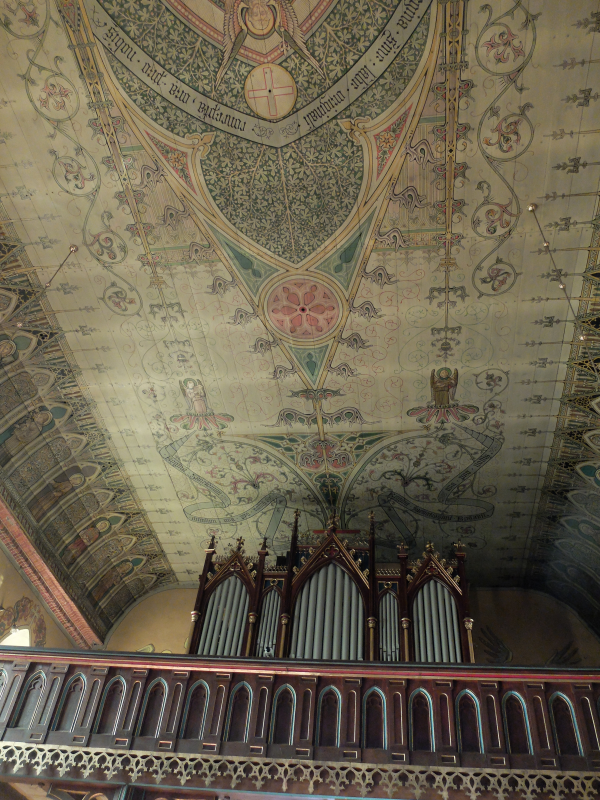
Plafond de la nef et buffet d'orgue.
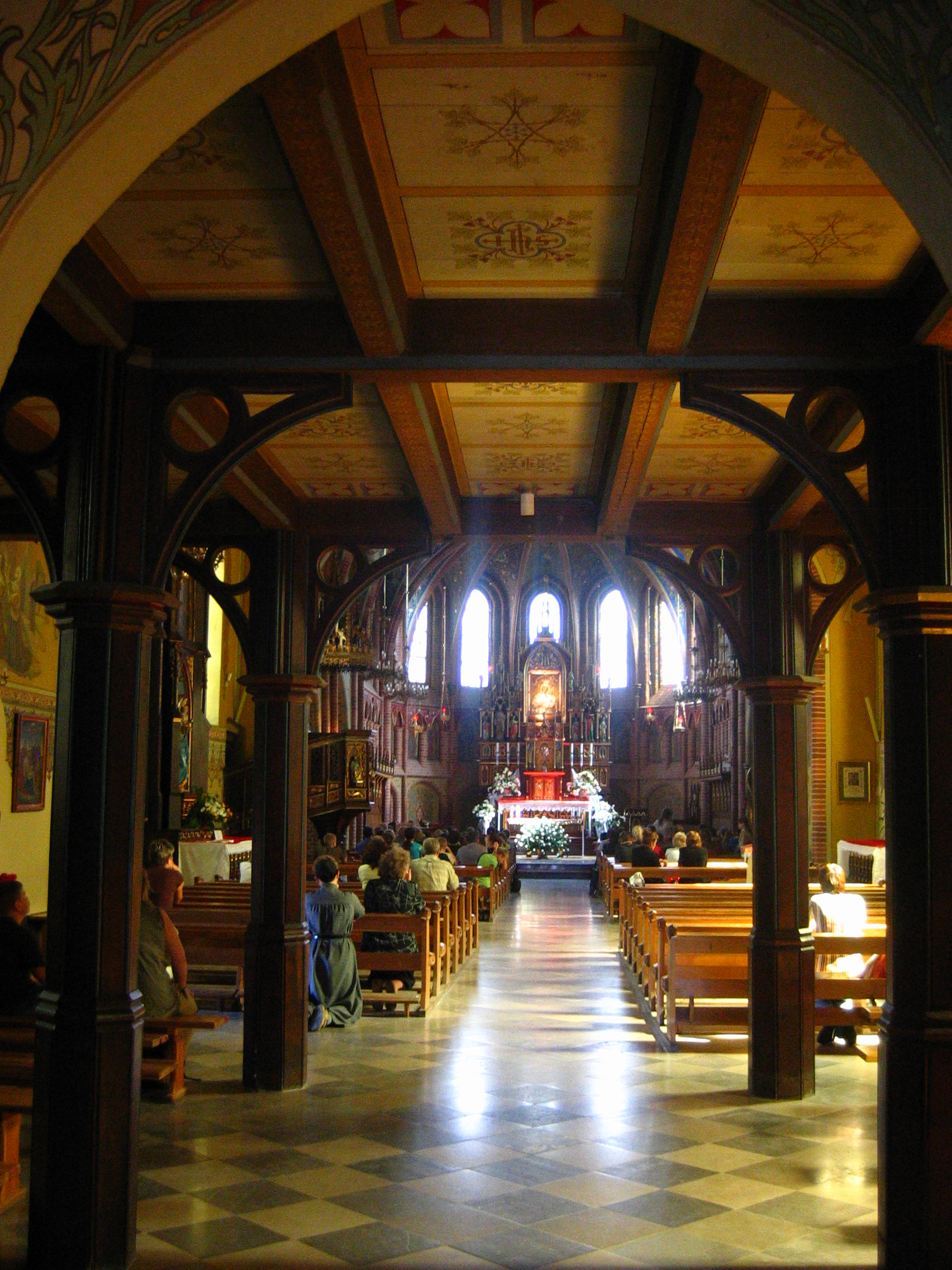
Vue de la nef, depuis l'entrée.

En 2017, le nombre de pèlerins était évalué par les autorités du sanctuaire à un million par an.

### Le sanctuaire
Le sanctuaire est composé de :
- l'oratoire des apparitions, construit sur le lieu de l'apparition ;
- le chemin de croix au long du chemin de la forêt ;
- le chemin du Rosaire, construit le long du chemin qui mène à la source dite « miraculeuse » ;
- la maison du pèlerin ;
- les bureaux paroissiaux.

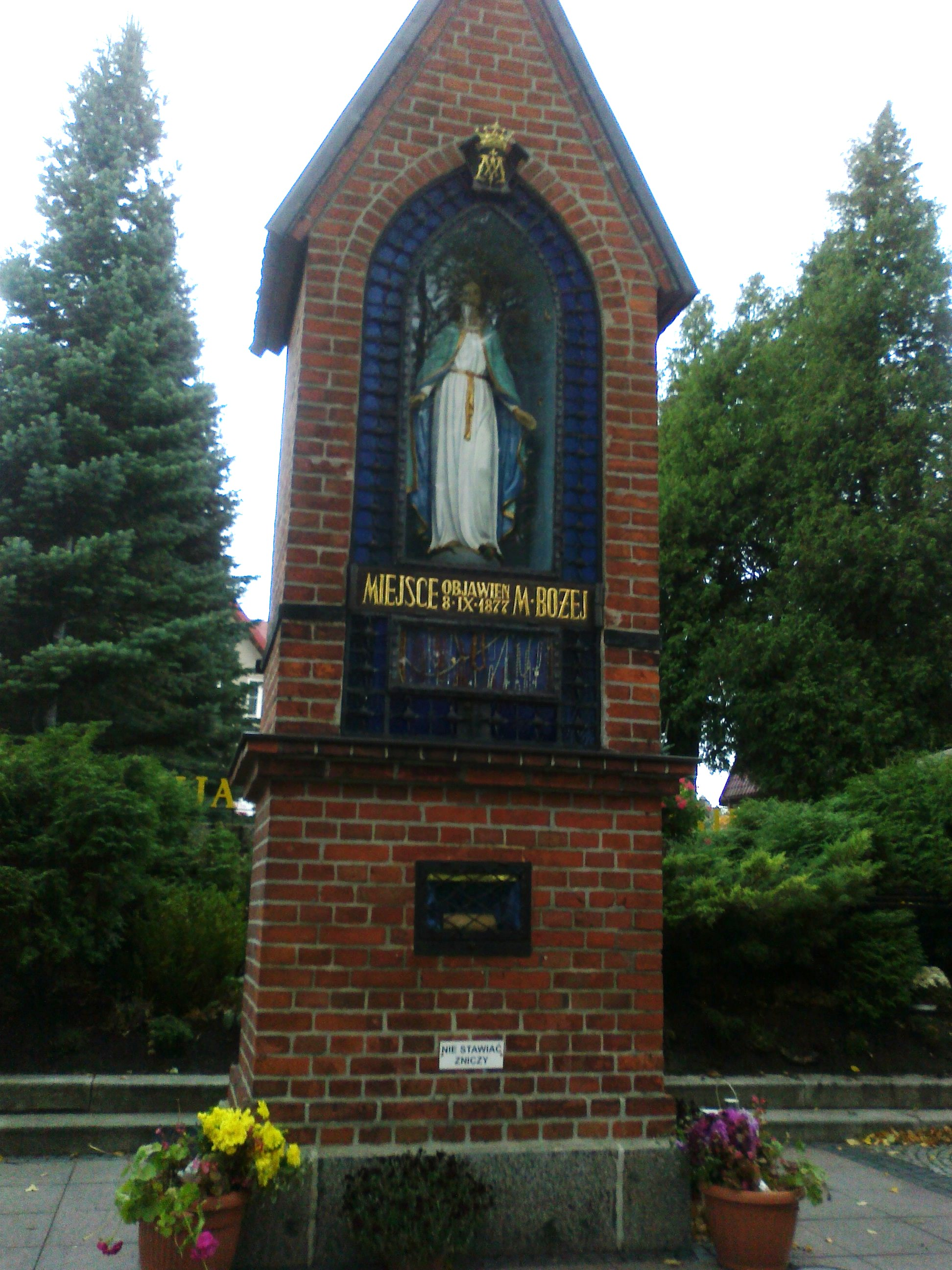
Oratoire construit sur le site des apparitions.
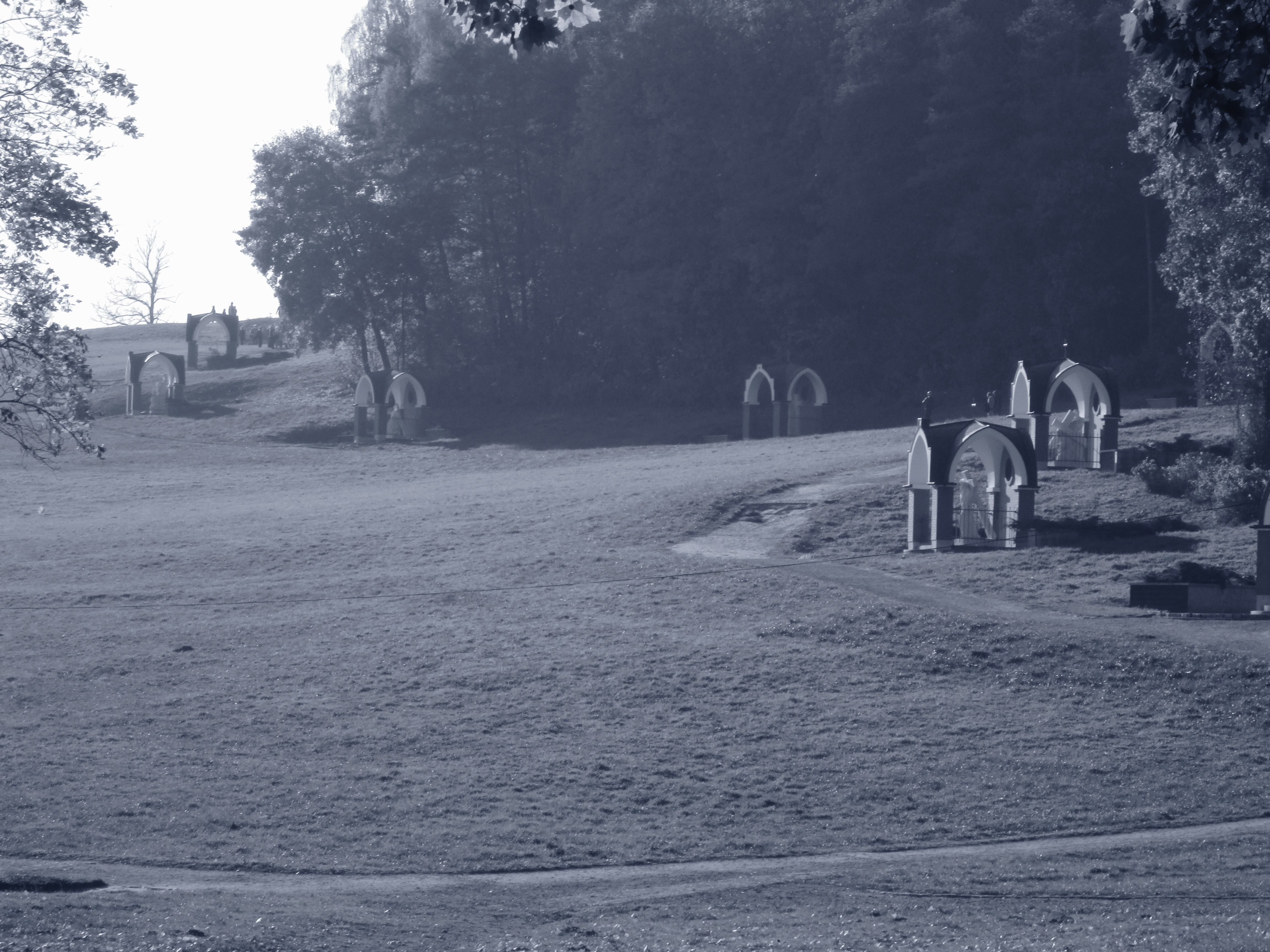
Chemin de croix, installé dans le sanctuaire, en bordure de la forêt.
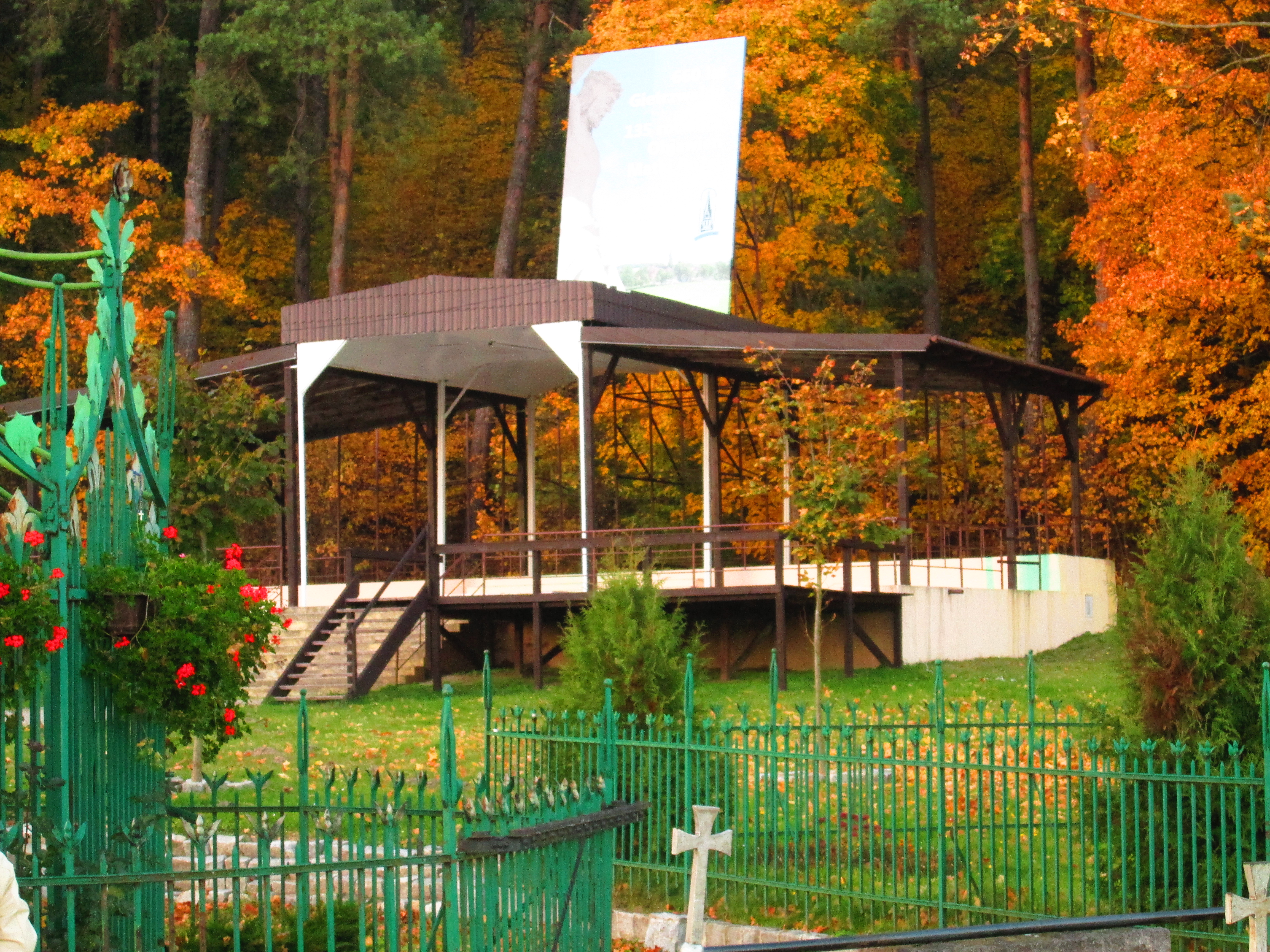
Sanctuaire de Gietrzwałdzie.